# Directieve therapie
De directieve therapie is een belangrijke stroming (geweest) binnen de psychotherapie. Zij ontstond in de jaren zeventig van de twintigste eeuw als reactie op de onbruikbaarheid van de toen heersende therapiestromingen (nog vooral psychoanalytisch en cliëntgericht van aard) voor de grote groepen personen met psychische en psychiatrische klachten. In Nederland is een aantal 'grondleggers' van de directieve therapie hoogleraar geworden. Veel van de attitudes, technieken, werkwijzen en ideeën zijn overgenomen en geïntegreerd geraakt in de cognitieve gedragstherapie.